# باراغوميناس
باراغوميناس هي بلدية في البرازيل، تتبع بارا، بلغ عدد سكانها 97٬819  نسمة، في 2010، تبلغ مساحتها 19٬342٫254 كيلومتر مربع.

## الموقع
تشترك في الحدود مع:
- إبيكسونا دو بارا.

## أعلام
- روجيريو ميراندا سيلفا